# Tour de France 2016/4. Etappe
Die 4. Etappe der Tour de France 2016 wurde am 5. Juli 2016 ausgetragen. Sie war die längste Einzeletappe und führt über 237,5 Kilometer von Saumur nach Limoges. Es gab eine Bergwertung der 4. Kategorie und einen Zwischensprint in Le Dorat nach 170 Kilometern. Die flache Etappenankunft sorgte für einen Massensprint, den Marcel Kittel gewann.

## Rennverlauf

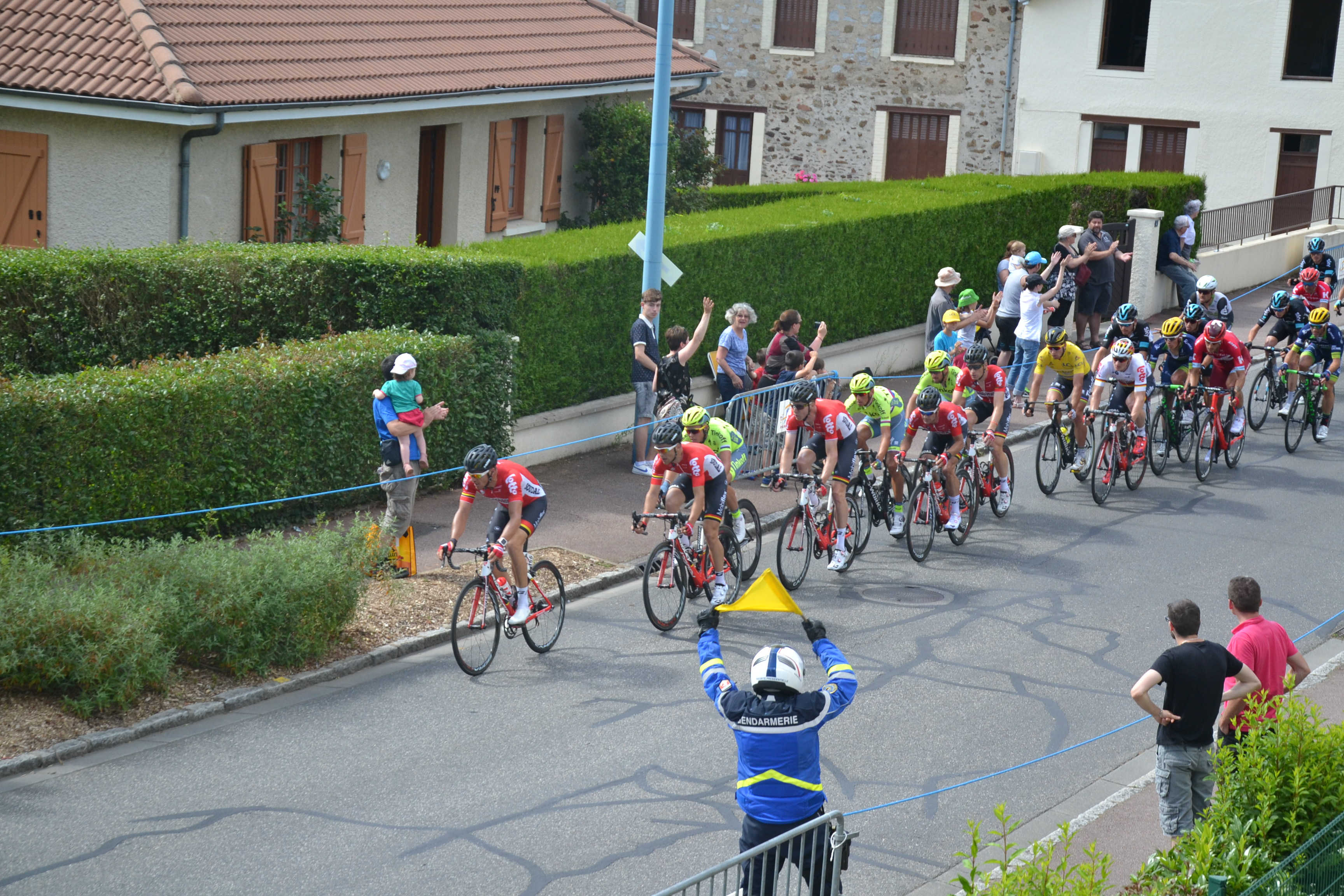
Das Feld, angeführt vom Australier Adam Hansen, in Panazol.

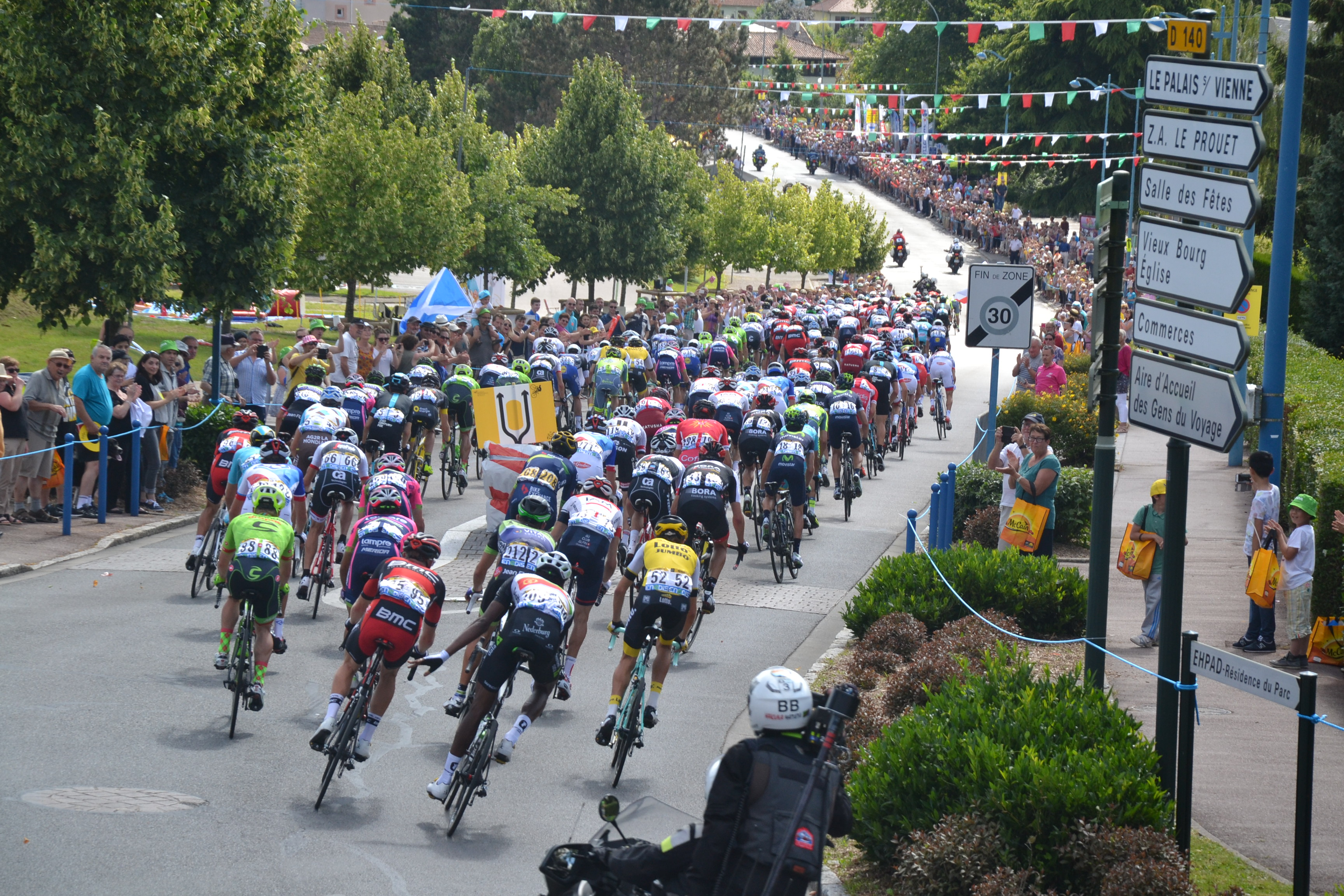
Das Peloton in Panazol.

Zum ersten Mal bei dieser Tour de France bildete sich nicht gleich vom Start weg eine Spitzengruppe. Es waren mehrere Fahrer und Gruppen kurzzeitig in Front, letztendlich konnten sich Markel Irízar (TFS), Alexis Gougeard (ALM), Andreas Schillinger (BOA) und Oliver Naesen (IAM) absetzen. Sie konnten einen maximalen Vorsprung von 5:30 Minuten herausfahren, während im Peloton die Sprintermannschaften gemeinsam mit dem Tinkoff-Team um den Gesamtführenden Peter Sagan Tempo machten.
Die Nachführarbeit im Feld zeigte Wirkung: am Zwischensprint betrug der Vorsprung der vier Spitzenreiter nur noch etwa zwei Minuten. Den Zwischensprint gewann Andreas Schillinger vor Naesen, Irízar und Gougead. Im Feld war Peter Sagan am Schnellsten und gewann damit noch elf Punkte für die Wertung um das Grüne Trikot hinzu.
Die einzige Bergwertung des Tages gewann Markel Irízar. Danach fiel zunächst Alexis Gougeard aus der Spitzengruppe zurück, die anderen konnten sich noch bis zum Kilometer 229 vorn halten und wurden dann eingeholt. Es kam wie erwartet zum Massensprint, der erneut äußerst knapp entschieden wurde: diesmal setzte sich Marcel Kittel (EQS) knapp vor Bryan Coquard (DEN) durch. Peter Sagan wurde Dritter. Es war der erste Etappensieg des Deutschen bei der Tour 2016 und der neunte insgesamt, Coquard verpasste seinen ersten Tour-Etappensieg. Mit seinem dritten Platz übernahm Peter Sagan erneut die Führung in der Punktwertung von Mark Cavendish (DDD), der nicht über einen achten Platz hinauskam. In den übrigen Wertungen gab es keine Änderungen, durch die Zeitbonifikationen für den Drittplatzierten konnte Sagan seine Gesamtführung noch leicht ausbauen.

## Punktewertungen
| Zwischensprint in Le Dorat nach 170 km auf 234 m |                        |                           |         |
| 1.                                               | Deutschland            | Andreas Schillinger (BOA) | 20 Pkt. |
| 2.                                               | Belgien                | Oliver Naesen (IAM)       | 17 Pkt. |
| 3.                                               | Spanien                | Markel Irízar (TFS)       | 15 Pkt. |
| 4.                                               | Frankreich             | Alexis Gougeard (ALM)     | 13 Pkt. |
| 5.                                               | Slowakei               | Peter Sagan (TNK)         | 11 Pkt. |
| 6.                                               | Deutschland            | Marcel Kittel (EQS)       | 10 Pkt. |
| 7.                                               | Vereinigtes Konigreich | Mark Cavendish (DDD)      | 9 Pkt.  |
| 8.                                               | Deutschland            | André Greipel (LTS)       | 8 Pkt.  |
| 9.                                               | Belgien                | Edward Theuns (TFS)       | 7 Pkt.  |
| 10.                                              | Italien                | Fabio Sabatini (EQS)      | 6 Pkt.  |
| 11.                                              | Argentinien            | Maximiliano Richeze (EQS) | 5 Pkt.  |
| 12.                                              | Belgien                | Thomas De Gendt (LTS)     | 4 Pkt.  |
| 13.                                              | Deutschland            | Tony Martin (EQS)         | 3 Pkt.  |
| 14.                                              | Australien             | Michael Matthews (OBE)    | 2 Pkt.  |
| 15.                                              | Frankreich             | Bryan Coquard (DEN)       | 1 Pkt.  |

| Etappenziel in Limoges nach 237,5 km auf 264 m |                        |                          |         |
| 1.                                             | Deutschland            | Marcel Kittel (EQS)      | 50 Pkt. |
| 2.                                             | Frankreich             | Bryan Coquard (DEN)      | 30 Pkt. |
| 3.                                             | Slowakei               | Peter Sagan (TNK)        | 20 Pkt. |
| 4.                                             | Niederlande            | Dylan Groenewegen (TLJ)  | 18 Pkt. |
| 5.                                             | Norwegen               | Alexander Kristoff (KAT) | 16 Pkt. |
| 6.                                             | Norwegen               | Sondre Holst Enger (IAM) | 14 Pkt. |
| 7.                                             | Vereinigtes Konigreich | Daniel McLay (FVC)       | 12 Pkt. |
| 8.                                             | Vereinigtes Konigreich | Mark Cavendish (DDD)     | 10 Pkt. |
| 9.                                             | Frankreich             | Samuel Dumoulin (ALM)    | 8 Pkt.  |
| 10.                                            | Australien             | Simon Gerrans (OBE)      | 7 Pkt.  |
| 11.                                            | Belgien                | Edward Theuns (TFS)      | 6 Pkt.  |
| 12.                                            | Niederlande            | Sep Vanmarcke (TLJ)      | 5 Pkt.  |
| 13.                                            | Vereinigte Staaten     | Lawson Craddock (CDT)    | 4 Pkt.  |
| 14.                                            | Australien             | Michael Matthews (OBE)   | 3 Pkt.  |
| 15.                                            | Frankreich             | Julian Alaphilippe (EQS) | 2 Pkt.  |